# 四河站
四河站位于中華人民共和國四川省成都市双流区天府大道南段，于2015年7月25日开通使用。站名得名于老地名“四河村”。在建设过程中的工程名为“华阳站”。本站是1号线主线与支线间的换乘站。

## 车站结构
本站为地下二层车站，负一层为三柱四跨结构站厅，负二层为2个岛式站台，长282.7米，标准段宽度37.7米，开挖深度约16米；2015年，本站作为1号线二期车站开通，仅使用内侧两条轨道运行至广都站，以侧式站台服务；2018年，1号线三期工程开通，本站成为1号线主线和支线的平行换乘双岛式站台车站。

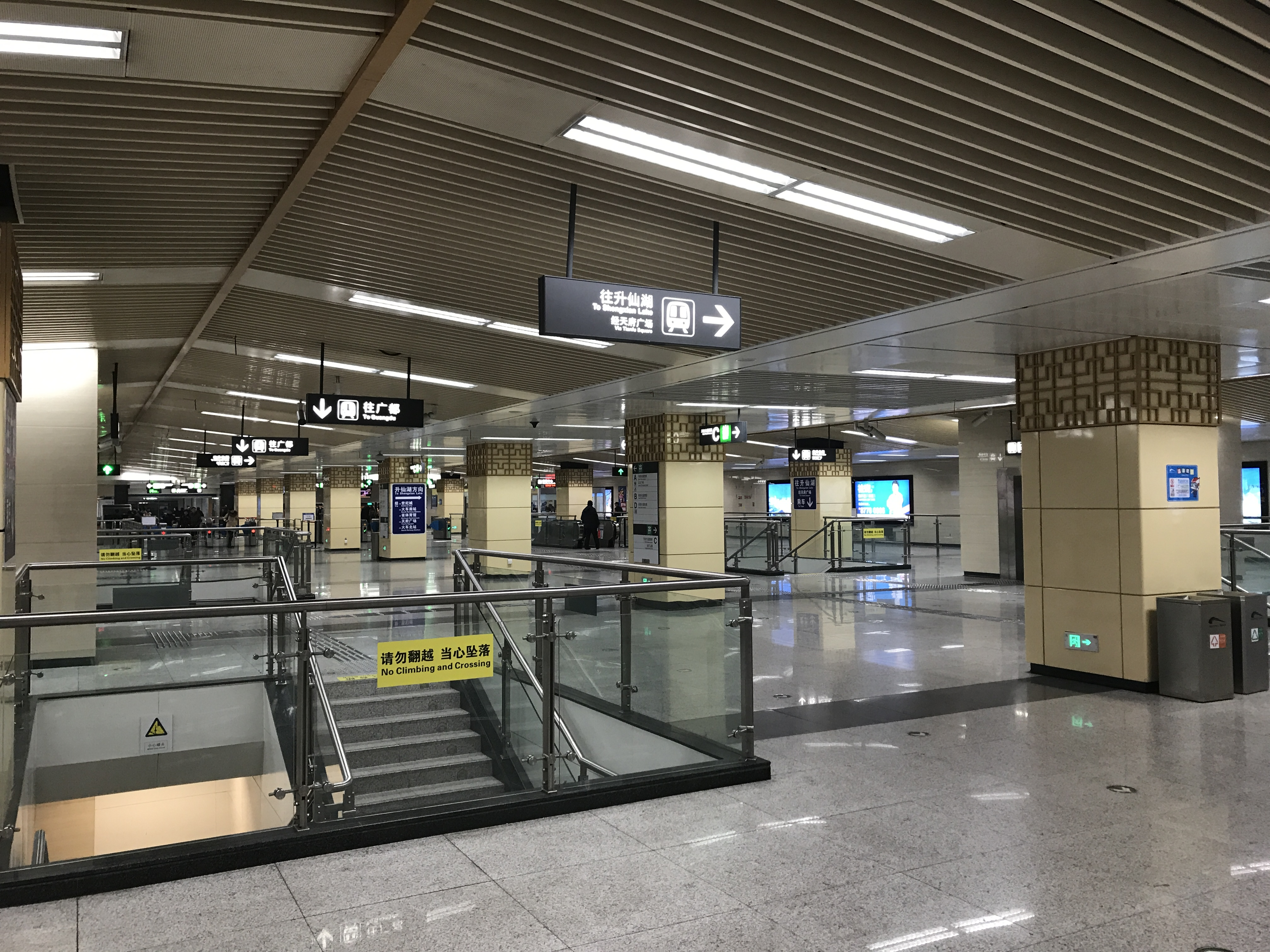
站厅层
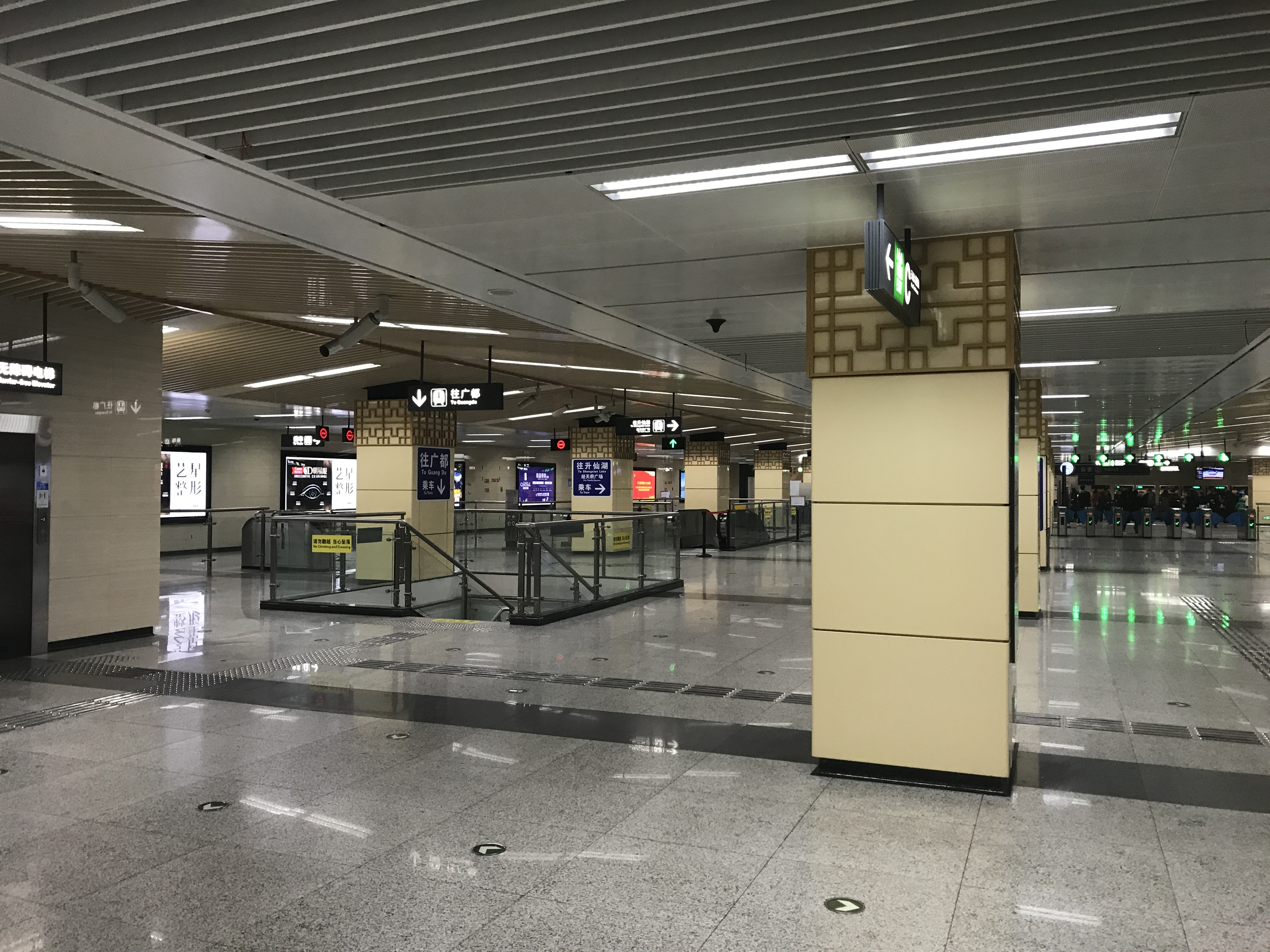
站厅层
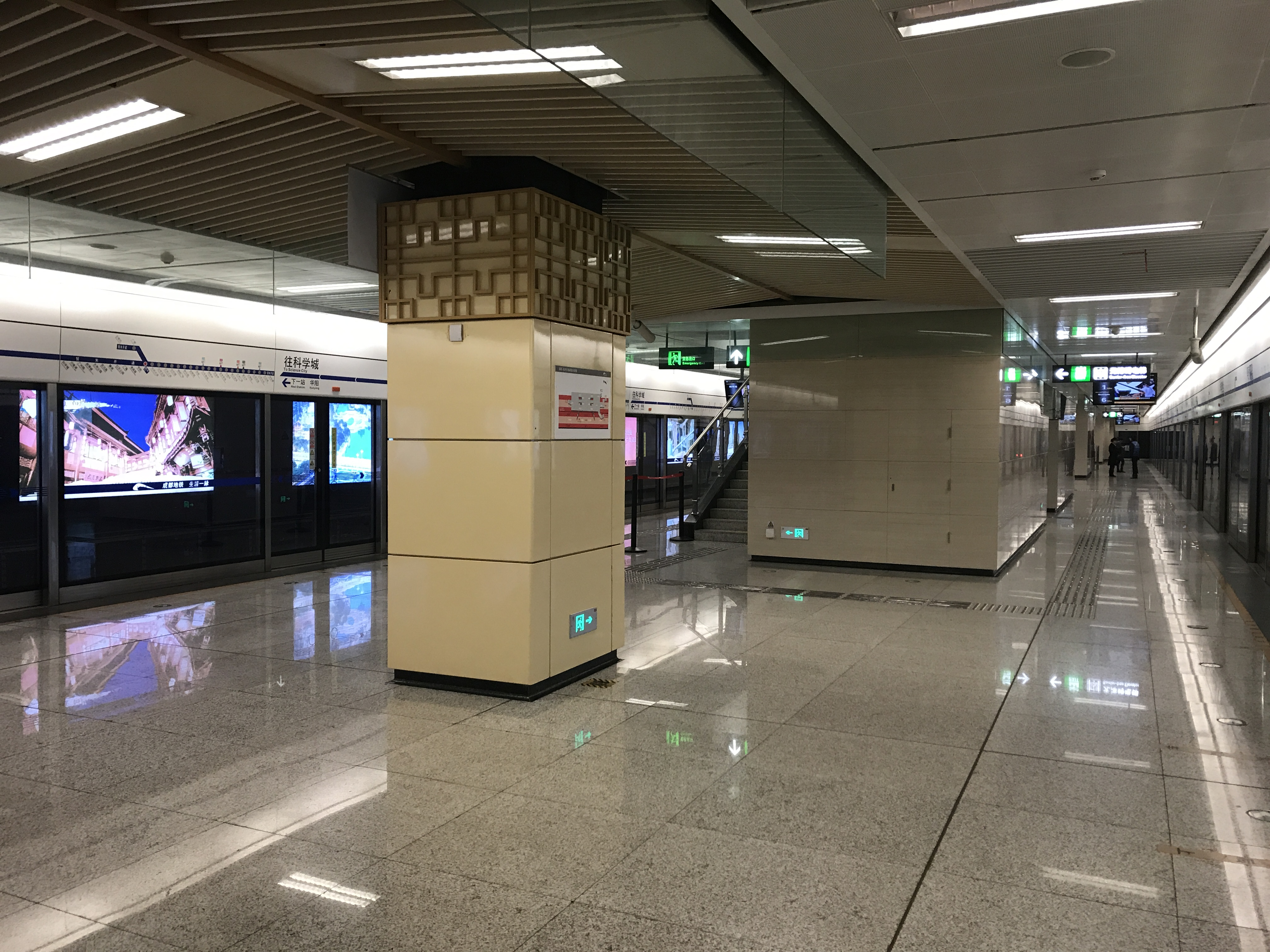
站台层（科学城/五根松方向）

| 地面                           | 0    | 出口A–D |
| 地下一层                       | 站厅 | 自助购票 客服中心 |
| 地下二层                       | 站台 | \| \| \| 1号线往韦家碾（华府大道） \| \| 島式 · ↑開左邊车门 ↓開右邊车门 \| \| \| \| \| \| 1号线往韦家碾（华府大道） \| \| \| \| 1号线往五根松（广都） \| \| 島式 · ↑開右邊车门 ↓開左邊车门 \| \| \| \| \| \| 1号线往科学城（华阳） \| |
|                                |      | 1号线往韦家碾（华府大道） |
| 島式 · ↑開左邊车门 ↓開右邊车门 |      | |
|                                |      | 1号线往韦家碾（华府大道） |
|                                |      | 1号线往五根松（广都） |
| 島式 · ↑開右邊车门 ↓開左邊车门 |      | |
|                                |      | 1号线往科学城（华阳） |

- 站厅层
- 站厅层
- 站台层（科学城/五根松方向）

## 内装与公共艺术
设计主题：历史与未来结合，古老与时尚碰撞。
站台选取古蜀民居、杆栏建筑元素对柱面、天花进行造型。将“川中第一县”华阳的文化历史与“世界空港田园城市”的未来规划相结合，以交通发达、河汊纵横、自然植被丰富、地形包括平原和缓丘、又与高新区相邻的优势，将华阳这座古老而充满生机的重镇以年轻、创意、时尚、宜居、活力、梦想的面貌呈现。

## 出入口
本站共设有4个出入口。
|          |              |                                        |      |
| 编号     | 设施         | 指示                                   | 照片 |
|          | 无障碍卫生间 | 天府大道南段、正北下街、新希望大道一段 |      |
| 出口 · B |              | 天府大道南段                           |      |
| 出口 · C |              | 天府大道南段、龙灯山路、雅和街         |      |
| 出口 · D | 无障碍电梯   | 天府大道南段、新川路、新裕路           |      |

## 公交换乘
503路 504路 509路 517路 544路 G122路 T1路 T203路 T208路 

## 历史
- 2014年6月11日，主体结构封顶[3]；
- 2015年7月25日，作为1号线二期工程车站正式启用[1]，仅使用内侧两条轨道，侧式站台；
- 2018年3月18日，1号线三期工程开通，1号线进入主支线运营模式，本站作为主支线分岔站，启用外侧两条轨道和全部站台面，侧式站台改为双岛式站台。

## 未来发展
因1号线支线未来将独立为成都地铁15号线并双向延伸，本站到时将成为1号线与15号线的换乘站，广都开往本站方向的列车也将不再经由本站汇入1号线前往韦家碾方向。